# Intelligence artificielle et droit d'auteur dans l'art
 (décembre 2021).
La mise en forme du texte ne suit pas les recommandations de Wikipédia : il faut le « wikifier ».
Les points d'amélioration suivants sont les cas les plus fréquents. Le détail des points à revoir est peut-être précisé sur la page de discussion.
- Les titres sont pré-formatés par le logiciel. Ils ne sont ni en capitales, ni en gras.
- Le texte ne doit pas être écrit en capitales (les noms de famille non plus), ni en gras, ni en italique, ni en « petit »…
- Le gras n'est utilisé que pour surligner le titre de l'article dans l'introduction, une seule fois.
- L'italique est rarement utilisé : mots en langue étrangère, titres d'œuvres, noms de bateaux, etc.
- Les citations ne sont pas en italique mais en corps de texte normal. Elles sont entourées par des guillemets français : « et ».
- Les listes à puces sont à éviter, des paragraphes rédigés étant largement préférés. Les tableaux sont à réserver à la présentation de données structurées (résultats, etc.).
- Les appels de note de bas de page (petits chiffres en exposant, introduits par l'outil «  Source ») sont à placer entre la fin de phrase et le point final[comme ça].
- Les liens internes (vers d'autres articles de Wikipédia) sont à choisir avec parcimonie. Créez des liens vers des articles approfondissant le sujet. Les termes génériques sans rapport avec le sujet sont à éviter, ainsi que les répétitions de liens vers un même terme.
- Les liens externes sont à placer uniquement dans une section « Liens externes », à la fin de l'article. Ces liens sont à choisir avec parcimonie suivant les règles définies. Si un lien sert de source à l'article, son insertion dans le texte est à faire par les notes de bas de page.
- La présentation des références doit suivre les conventions bibliographiques. Il est recommandé d'utiliser les modèles {{Ouvrage}}, {{Chapitre}}, {{Article}}, {{Lien web}} et/ou {{Bibliographie}}. Le mode d'édition visuel peut mettre en forme automatiquement les références.
- Insérer une infobox (cadre d'informations à droite) n'est pas obligatoire pour parachever la mise en page.

Pour une aide détaillée, merci de consulter Aide:Wikification.
Si vous pensez que ces points ont été résolus, vous pouvez retirer ce bandeau et améliorer la mise en forme d'un autre article.

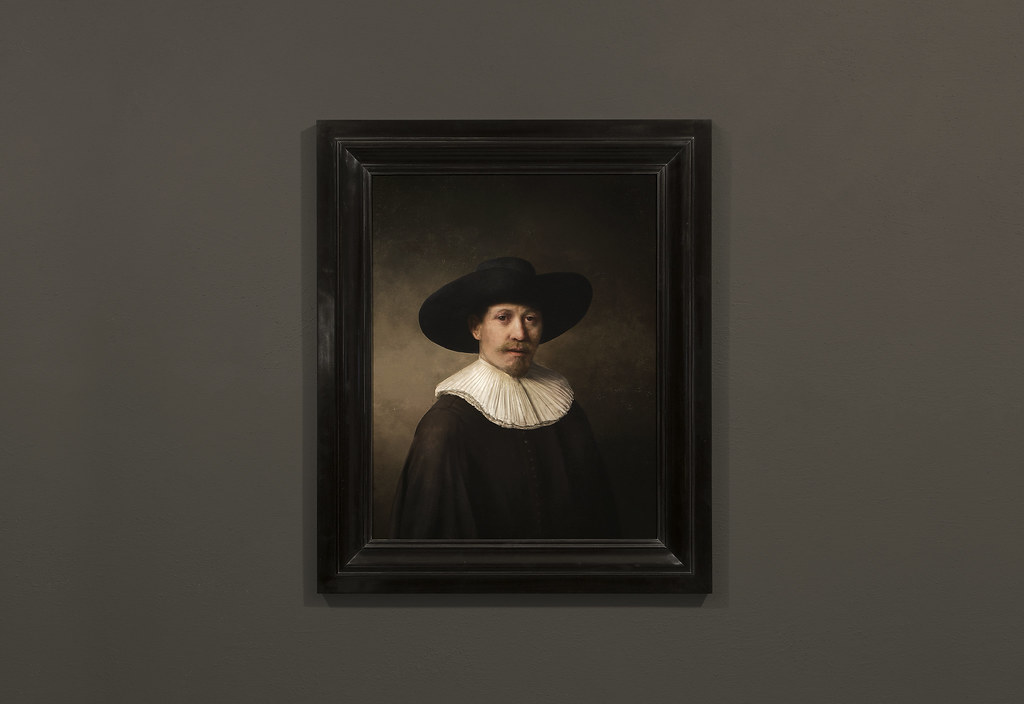
Photographie du Prochain Rembrandt, une peinture réalisée par une intelligence artificielle en 2016.

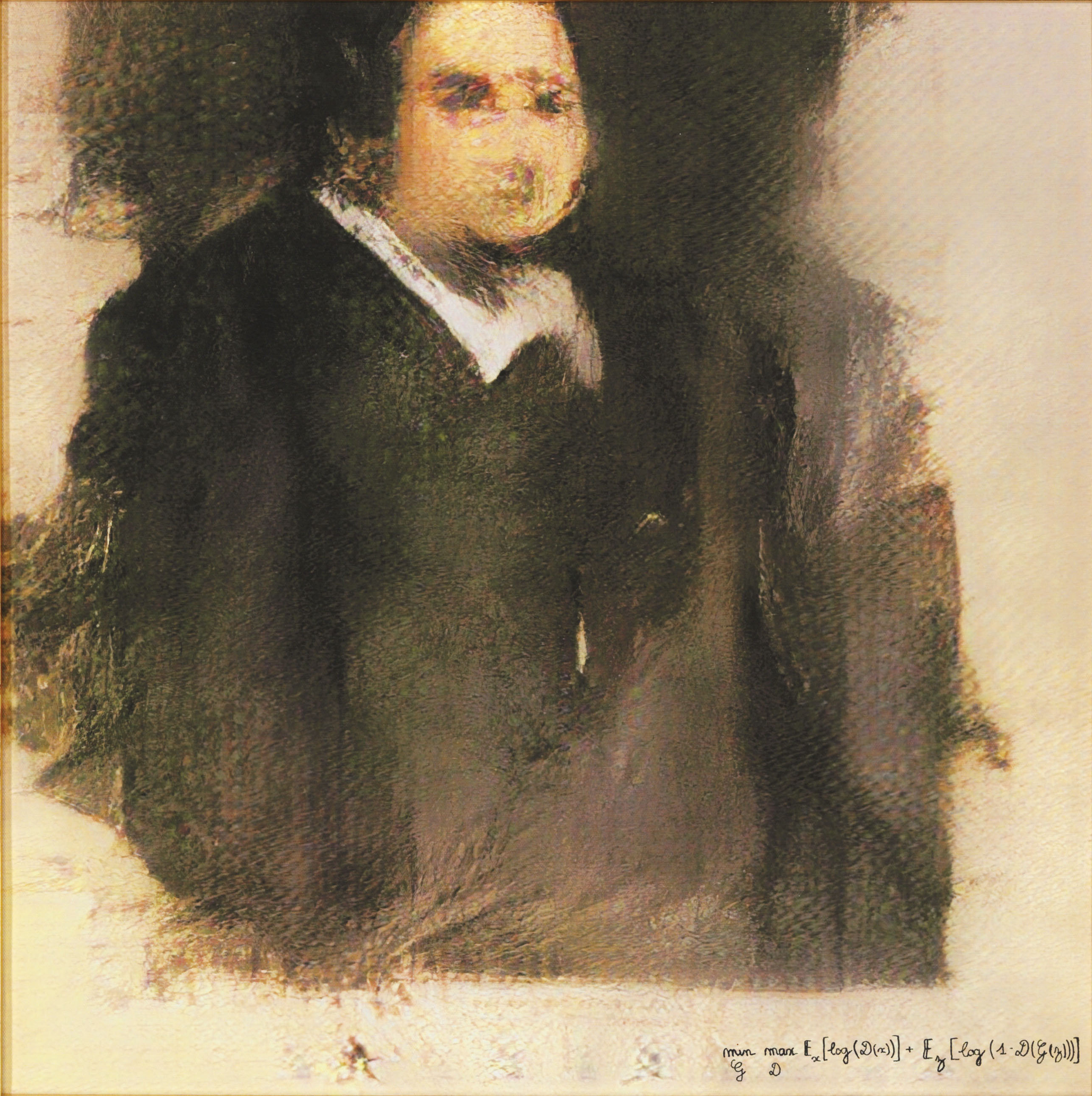
Photographie du Portrait d'Edmond de Belamy, créée par une intelligence artificielle en 2018.

L’intelligence artificielle (IA) et le droit d’auteur dans le domaine artistique sont des sujets qui suscitent un intérêt croissant. De la peinture générée par des algorithmes aux compositions musicales créées par des machines, l’IA a ouvert de nouvelles perspectives dans le monde de l’art. Dans cette ère où la frontière entre technologie et créativité s’estompe, des questions fondamentales se posent : qui est le véritable auteur d’une œuvre générée par une IA ? Quels sont les droits d’auteur associés à ces créations ? Et surtout, quel impact cette nouvelle façon de concevoir et de créer de l’art aura-t-elle sur la société ?
L’histoire de la créativité assistée par ordinateur remonte aux années 1970, lorsque les premiers programmes informatiques ont commencé à produire des œuvres artistiques. À l’époque, la qualité et l’originalité de ces créations dépendaient des compétences créatives des développeurs. Cependant, avec les avancées majeures dans les logiciels d’apprentissage automatique, les machines sont devenues capables de résoudre des problèmes de manière autonome. L’apprentissage automatique, basé sur des algorithmes qui permettent aux ordinateurs d’apprendre à partir de données, a ouvert la voie à une nouvelle forme de créativité. Les réseaux neuronaux, inspirés du fonctionnement de la pensée humaine, génèrent désormais des œuvres originales dans des domaines variés tels que la littérature, la photographie et la musique.
Récemment, une proposition de loi visant à encadrer l’utilisation de l’IA par le droit d’auteur a été déposée. Elle vise à permettre aux artistes de mieux protéger leurs droits face au développement des IA génératives. Cette initiative souligne l’importance croissante de ce débat dans le monde de l’art contemporain,.

## Histoire[4],[5],[6]
Les origines de l’art créé par IA remontent aux années 1950, lorsque les premiers ordinateurs ont permis aux artistes d’explorer de nouvelles possibilités de création et de manipulation numérique. Des pionniers comme Ben Laposky, Herbert W. Franke ou Frieder Nake ont utilisé des algorithmes mathématiques pour produire des formes géométriques abstraites, souvent appelées art algorithmique. D’autres artistes comme Harold Cohen, Vera Molnar ou Manfred Mohr ont développé des programmes informatiques capables de générer des dessins ou des peintures selon des règles logiques ou esthétiques, inaugurant ainsi l’art génératif.
À partir des années 1980, l’essor de l’intelligence artificielle et de l’apprentissage automatique a ouvert de nouvelles perspectives pour l’art créé par IA. Des chercheurs comme Aaron Bobick, Michael Noll ou Karl Sims ont expérimenté des techniques d’apprentissage par renforcement, d’évolution artificielle ou de réseaux de neurones pour créer des œuvres adaptatives, interactives ou évolutives. Des artistes comme Ken Feingold, David Rokeby ou Christa Sommerer ont utilisé l’IA pour créer des installations, des sculptures ou des environnements virtuels qui réagissent aux stimuli ou aux comportements des spectateurs.
Depuis les années 2000, l’art créé par IA connaît un essor considérable, grâce aux progrès de l’apprentissage profond, de la synthèse d’images ou de sons, et de la disponibilité des données et des ressources informatiques. Des artistes comme Mario Klingemann, Refik Anadol ou Anna Ridler utilisent des réseaux antagonistes génératifs (GAN), des réseaux convolutifs (CNN) ou des transformateurs (Transformer) pour créer des œuvres originales, réalistes ou surréalistes, à partir de grandes bases de données d’images, de textes ou de sons. Des collectifs comme Obvious, Neural Zoo ou ArtBreeder utilisent l’IA pour produire des œuvres collaboratives, participatives ou collectives, qui sont souvent vendues ou exposées dans des galeries, des musées ou des festivals.
Plus récemment, la mise à disposition au grand-public des outils de générations d'œuvres d'art par intelligence artificielle a démocratisé ce genre de techniques, démultipliant donc le nombre d'œuvres générées par IA.
Le 27 novembre 2023, le Beijing Internet Court, tribunal pékinois spécialisé dans les conflits liés à Internet, a rendu une décision historique en reconnaissant et en accordant la protection du droit d'auteur à une œuvre d'art générée par intelligence artificielle. L'affaire concerne une image créée par l'artiste Li avec le logiciel Stable Diffusion qui avait été reprise par un blogueur sans son autorisation. Le tribunal juge que l’œuvre de Li satisfait le critère d'originalité requis pour la protection par le droit d'auteur et souligne que « ses réglages minutieux et ses choix esthétiques effectués durant la création de l’image ont reflété un processus de décision personnalisé, conférant ainsi à l’œuvre un caractère d’originalité ». Le facteur déterminant dans cette décision est ainsi le degré d'implication humain dans le processus créatif où l'artiste joue un rôle prépondérant, tandis que l'IA constitue un outil technique, par opposition à un logiciel générant une image de manière autonome.

## Apprentissage automatique
L'apprentissage automatique repose sur un algorithme qui permet à l'ordinateur d'apprendre à partir de données implémentées par l’Homme, puis d'évoluer et de prendre des décisions en parfaite autonomie. Par conséquent, bien que le programmeur définisse des paramètres spécifiques, le travail est généré par le logiciel, appelé réseau neuronal, selon un processus similaire à celui de la pensée humaine.
Cette notion suscite un débat sur la question de savoir si le véritable créateur d'une telle œuvre est l'ordinateur lui-même, le programmeur ou l'artiste dont les données ont été extraites et ensuite analysées par l'algorithme. Des opinions s’opposent aussi quant au type de protection que la loi devrait offrir à ces nouvelles créations.

## Droits d'auteur
Le droit d'auteur est un droit créé pour protéger l'expression de l'esprit humain au profit de son créateur. Les éléments centraux de la législation sur le droit d'auteur sont le concept de paternité, l'originalité, les droits moraux et l'histoire. Bien que les machines génèrent des résultats qui répondent aux diverses exigences de protection du droit d'auteur précédemment citées, elles sont profondément ancrées dans un monde anthropocentrique et l'originalité ne peut être attribuée qu'en tant que création de l'homme. Par conséquent, seules les œuvres créées par un être humain peuvent être protégées par le droit d'auteur selon la plupart des juridictions des différents pays, y compris au Canada.
Lorsque les premières œuvres artistiques générées par ordinateur ont commencé à apparaître dans les années 1970, le droit d'auteur de l'œuvre n'a pas été remis en question, car l'implication humaine dans ces créations était considérable. Cependant, avec l'évolution de la technologie, le programme informatique a cessé d'être un simple outil de travail du programmeur et a acquis la capacité de prendre des décisions sur le processus de création sans intervention humaine, ce qui conduit à des questions sur la paternité et les droits de l'œuvre.
Lorsqu'il existe des cas d'œuvres dans lesquelles l'intervention humaine a été minime, deux cas de figure s'opèrent : soit la protection du droit d'auteur est refusée, soit la paternité est attribuée au créateur du programme. En effet, comme l'affirment certains experts, « à moins d'un changement de paradigme dans la législation sur le droit d'auteur, l'absence d'élément humain dans une création artistique générée par une intelligence artificielle conduit à l'indisponibilité de la protection du droit d'auteur pour ces œuvres ». On considère que le système de droit d'auteur connu jusqu'à présent deviendrait obsolète et que la valeur des œuvres artistiques créées par l'homme serait remise en question, voire sous-estimée.
La législation européenne n'accorde pas le droit d'auteur aux œuvres créées par l'intelligence artificielle car elle exige : 1) que les auteurs des œuvres soient des personnes physiques ou morales (article 5 de la loi sur la propriété intellectuelle, article 2 de la directive 2009/24/CE du Parlement européen et du Conseil du 23 avril 2009 concernant la protection juridique des programmes d'ordinateur et article 4 de la directive 96/9/CE du Parlement européen et du Conseil du 11 mars 1996 concernant la protection juridique des bases de données) ; et 2) que l'œuvre soit originale, qualité mise en cause par le processus de création de l'œuvre. Cependant, d'autres législations comme celles de Hong Kong (R.A.E.), de l'Inde, de l'Irlande, de la Nouvelle-Zélande et du Royaume-Uni proposent de considérer le programmeur du système informatique comme l'auteur de l'œuvre et d'accorder une protection juridique à sa création.

## Impact économique
L'impact économique du fait que la création d'œuvres réalisées par l'intelligence artificielle ne serait soumise à aucune forme de protection légale du droit d'auteur est encore inconnu. Si les créations étaient libres de droits, elles pourraient être utilisées librement et gratuitement. En conséquence, les entreprises qui créent ces programmes ne recevraient aucune compensation financière. En outre, les ventes de produits artistiques humains diminueraient en raison de leur prix élevé par rapport à la concurrence d'un même type de produit crée sans intervention humaine.
D'autre part, les experts en la matière suggèrent que l'octroi de droits d'auteur à la personne qui fait fonctionner l'intelligence artificielle assureraient la continuité de l'investissement des entreprises dans le développement des intelligences artificielles car elles seraient encouragées par un retour financier sur leur investissement.

## Le marché de l'art
L'art produit numériquement et par l'intelligence artificielle peut influencer les aspects de la conservation, de l'exposition et de la vente de l'art traditionnel compte tenu du développement rapide de plateformes en ligne et de salles d'exposition numériques en période de crise pandémique. Ces circonstances contribuent à l'intérêt déjà croissant pour le Cryptoart et les technologies blockchain qui ont le potentiel d'avoir un impact significatif et de transformer le marché de l'art.